# George Papanicolaou
George C. Papanicolaou (Atenas, 23 de janeiro de 1943) é um matemático estadunidense nascido na Grécia.
Em 1986 foi palestrante convidado (Invited Speaker) no Congresso Internacional de Matemáticos (ICM) em Berkeley (Wave propagation and heat production in random media) e em 1998 apresentou uma palestra no ICM em Berlim (Mathematical problems in geophysical wave propagation). É membro da Academia de Artes e Ciências dos Estados Unidos e da Academia Nacional de Ciências dos Estados Unidos (2000). É fellow da Society for Industrial and Applied Mathematics (SIAM) e apresentou a John von Neumann Lecture de 2006. É fellow da American Mathematical Society.

## Obras
- com Ludwig Arnold, Volker Wihstutz: Asymptotic analysis of the Lyapunov exponent and rotation number of the random oscillator and applications. Universität Bremen, 1985.
- (Ed.): Random media. Springer, Berlin u.a. 1987, ISBN 3-540-96524-6.
- (Ed.): Hydrodynamic behavior and interacting particle systems. Springer, Berlin u.a. 1987, ISBN 3-540-96584-X.
- (Ed.): Wave propagation in complex media. Springer, Berlin u.a. 1998, ISBN 0-387-98309-0.
- com Steffen Heinze, A. Stevens: Variational principles for propagation speeds in inhomogeneous media. Max-Planck-Institut für Mathematik in den Naturwissenschaften Leipzig, 1999.